# WITL-FM
WITL-FM é uma estação de rádio estadunidense, especializada em Música country, atua na frequência 100,7 MHz. Sua sede está localizada em Lansing, Michigan. Sua primeira transmissão foi em 1961 (como WMRT-FM), em 1966 o nome foi alterado para WITL-FM, adotando unicamente o formato de música country.
É administrada pela Townsquare media.